# John Brashear
John Alfred Brashear, född 24 november 1840, död 8 april 1920, var en amerikansk optiker och instrumentmakare.
Brashear uppmärksammades av Samuel Pierpont Langley, chefen för Allegheny Observatory, och blev snart berömd för sina med största noggrannhet slipade linser och speglar. Han uppfann även en ny metod för försilvrande av speglarna. Brashear inlade stora förtjänster vid inrättandet av ett nytt observatorium i Pittsburgh, till svars stora refraktor han gjorde de optiska tillbehören.
Asteroiden 5502 Brashear är uppkallad efter honom.